# Les Borges Blanques
Les Borges Blanques este o localitate în Spania în comunitatea Catalonia în provincia Lleida. În 2006 avea o populație de 5.606 locuitori.
1. ↑  Nomenclátor Geográfico de Municipios y Entidades de Población (20240402 edition)
2. ↑   https://www.naciodigital.cat/lleida/noticia/50567/pacte-republica-desbanca-junts-de-lalcaldia-de-les-borges-blanques Lipsește sau este vid: |title= (ajutor)
3. 1 2   http://www.idescat.cat/pub/?id=aec&n=925&t=2016 Lipsește sau este vid: |title= (ajutor)